# Hierokles
Hierokles var en stoisk filosof der levede i det 2. århundrede. Man ved intet om hans liv. Han blev tidligere kaldt "Hierokles fra Alexandria" da man mente ham stammede fra Alexandria, men nyere forskning finder ikke der er belæg for dette.
Han er berømt for bogen "Elementer af etikken". Man fandt en papyrus med dele af bogen i Hermopolis i 1901. Fragmentet på 300 linjer diskuterer percetionen af selvet, og argumenterer for at alle fugle, krybdyr og pattedyr perciperer sig selv kontinuert fra fødslen af, og at selvperception både er den primære og mest basale fakultet for dyr. Argumentet trækker på det stoiske begreb om selv-ejerskab oikeiôsis (græsk: οἰκείωσις), der byggede på den teori at alle dyr søger imod at bevare sig selv, og ikke bare er bevidste om sig selv men også om andre dyr. Hierokles argument om selv-perception var fundament for en hel etisk teori.
Der er også enkelte fragmenter i Stobæus. Det mest berømte fragment  beskriver stoisk kosmopolitanisme via flere koncentriske cirkler: Den første cirkel er den menneskelige bevidsthed, den anden cirkel er den nærmeste familie, denne følges af den udvidede familie, det lokale samfund, nabobyerne, og til sidst hele menneskeheden. Vores etiske opgave er ifølge Hierokles at trække mennesker fra de ydre cirkler ind i de indre cirkler. Her følger Hierokles Cicero der har samme tankegang i sin De officiis.
Lige som Epiktet og Musonius Rufus synes han ikke at have en streng systematik tilgang til filosofien eller at bruge teologisk-antropologisk grundlag for sine ideer.

## Notes
1. ↑  A.A. Long, Stoic Studies. Chapter 11. Cambridge University Press. (1996).
2. ↑  Stobaeus, Florilegium, 4.671 ff.
3. ↑  Martha Nussbaum (1997): Kant and Stoic Cosmopolitanism Arkiveret 17. maj 2014 hos  Wayback Machine, The Journal of Political Philosophy: Volume 5, Number 1, side 9